# Agrotis grisea
Agrotis grisea är en fjärilsart som beskrevs av Tutt 1892. Agrotis grisea ingår i släktet Agrotis och familjen nattflyn. Inga underarter finns listade i Catalogue of Life.